# Howard Webb
Howard Melton Webb (theo thứ tự tên của vương quốc Anh, sinh ngày 14 tháng 6 năm 1971) là trọng tài (bóng đá) chuyên nghiệp người Anh tham gia công tác chủ yếu ở Giải bóng đá ngoại hạng Anh và là trọng tài của FIFA từ năm 2005.
Webb được ghi nhận nằm trong số trọng tài hàng đầu mọi thời đại bởi Lịch sử và thống kê Liên đoàn bóng đá thế giới  và là trọng tài bắt nhiều trận đấu nổi bật ở chung kết FA Cup, Siêu cúp Anh và chung kết Cúp Liên đoàn bóng đá Anh.
Năm 2010, Webb trở thành trọng tài bắt chính đầu tiên trong 2 trận chung kết Cúp các đội vô địch bóng đá quốc gia châu Âu và Giải vô địch bóng đá thế giới trong cùng năm.

## Tiểu sử
Webb được sinh ra với bố mẹ là Sylvia và Billy Webb và lớn hơn ở Rotherham, Yorkshire. Cha của Webb cũng làm công tác trọng tài trong 35 năm. 

## Thống kê

### Trận đấu và thẻ phạt
| Mùa giải | Trận đấu | Thẻ   | mỗi trận | Thẻ | mỗi trận |
| -------- | -------- | ----- | -------- | --- | -------- |
| 2000–01  | 26       | 58    | 2.23     | 1   | 0.04     |
| 2001–02  | 32       | 69    | 2.16     | 5   | 0.16     |
| 2002–03  | 39       | 145   | 3.72     | 4   | 0.10     |
| 2003–04  | 34       | 92    | 2.94     | 9   | 0.26     |
| 2004–05  | 34       | 100   | 2.94     | 2   | 0.06     |
| 2005–06  | 47       | 117   | 2.49     | 7   | 0.15     |
| 2006–07  | 45       | 156   | 3.47     | 9   | 0.20     |
| 2007–08  | 46       | 166   | 3.61     | 4   | 0.09     |
| 2008–09  | 48       | 158   | 3.29     | 6   | 0.13     |
| 2009–10  | 45       | 177   | 3.93     | 5   | 0.11     |
| 2010–11  | 45       | 141   | 3.13     | 6   | 0.13     |
| 2011–12  | 51       | 167   | 3.28     | 5   | 0.10     |
| 2012–13  | 42       | 148   | 3.52     | 5   | 0.12     |
| Tổng     | 534      | 1,694 | 3.17     | 68  | 0.13     |

## Đời tư
Webb có gia đình với ba con. Webb từng là trung sĩ thuộc lực lượng Cảnh sát Nam Yorkshire trước khi chuyển sang nghề trọng tài. Webb cũng được chỉ định là Thành viên Trật tự đế chế Anh (MBE) trong dịp vinh danh năm mới 2011 vì những cống hiến cho bóng đá. Anh hiện là người hỗ trợ cho Rotherham United F.C..